# Fredrik Holtz
Fredrik Holtz (* 22. März 1985 in Mora) ist ein schwedischer Unihockeyspieler, der beim Hagunda IF unter Vertrag steht.

## Karriere

### Vereine

#### Karriere in Schweden
Holtz wuchs in Mora auf und trat 1994 KAIS Mora bei. Bei Mora blieb der schwedisch-deutsche Doppelbürger, bis er in den Süden Schwedens, zu Jönköpings IK, wechselte. Nach zwei Spielzeiten in Jönköping wechselte er zum umliegenden Verein Mullsjö AIS in die zweite schwedische Liga. 2008 gelang der Mannschaft aus Mullsjö der Aufstieg in die SSL. Nach einer starken Saison in der SSL war der Doppelbürger auf dem Zettel von zahlreichen Topclubs. Auf die Saison 2009/10 wechselte er zum Spitzenverein Storvreta IBK. Mit Storvreta konnte er drei Mal in Folge die schwedische Meisterschaft gewinnen. Nach Ende der Saison 2014/15 der Svenska Superligan gab Storvreta bekannt, dass der Verein das Kader weiter verjüngen möchte. Der Vertrag des Routiniers wurde vorzeitig beendet.

#### Wechsel in die Schweiz
Noch am Tag der Vertragsauflösung vermeldete der schwedische Verein den Wechsel von Holtz in die Schweiz. Die Bestätigung vom HC Rychenberg Winterthur (HCR) erfolgte einen Tag später, am 9. April 2015. In seiner ersten Saison in der Schweiz erzielte er in 29 Partien 21 Treffer und legte 26 Tore auf. Er schied mit dem HC Rychenberg Winterthur im Halbfinal der Play-offs gegen den späteren Meister Grasshopper Club Zürich aus. In seiner zweiten Saison konnte er mit dem HCR den zweiten Rang nach der Qualifikation belegen.

#### Hagunda IF
Am 11. Februar 2018 gab der schwedische Allsvenskan-Verein Hagunda IF den Transfer des Offensivakteurs auf die Saison 2018/19 bekannt.

### Nationalmannschaften
Holtz spielte in seiner Jugend für die Nationalmannschaft Schwedens, entschied sich aber später, für die deutsche Floorballnationalmannschaft aufzulaufen. Für die A-Nationalmannschaft bestritt er drei Weltmeisterschaften und nahm an zahlreichen Turnieren teil. Dabi erzielte er in 53 Spielen 95 Scorerpunkte. 54 Tore schoss er selber, 41 weitere legte der flinke und zweikampfstarke Offensivspieler auf.

## Erfolge
- Schwedischer Meister: 2009/2010, 2010/2011, 2011/2012
- EuroFloorball Cup/Champions Cup: 2010, 2012